# Zbigniew Łuczak
Zbigniew Łuczak (ur. 1962) – polski polityk, samorządowiec, przedsiębiorca, dwukrotny wicemarszałek województwa łódzkiego, przewodniczący Inicjatywy RP.

## Życiorys
Z zawodu jest menadżerem. Od 1990 prowadzi działalność gospodarczą. W 2001 wstąpił do Samoobrony RP. Pełnił funkcję przewodniczącego tej partii w województwie łódzkim. Był także asystentem społecznym posła Waldemara Borczyka.
W wyborach samorządowych w 2002 został wybrany do sejmiku łódzkiego. W listopadzie 2002 objął urząd wicemarszałka województwa, który sprawował do lutego 2003 oraz następnie od grudnia 2004 do listopada 2006. 
W kwietniu 2004 wraz z grupą działaczy odszedł z Samoobrony RP i współtworzył Inicjatywę RP, której został przewodniczącym. Bez powodzenia kandydował z jej ramienia w wyborach parlamentarnych w 2005 w okręgu łódzkim. 11 października 2010 jego ugrupowanie zostało wykreślone z ewidencji partii politycznych.
W styczniu 2014 został zatrzymany przez policję, a następnie tymczasowo aresztowany w związku z przedstawieniem mu dziewięciu zarzutów m.in. kierowania w okresie od 2011 grupą przestępczą zajmującą się wyłudzaniem praw własności do nieruchomości na terenie województwa łódzkiego. Proces w tej sprawie rozpoczął się w styczniu 2018 w Sądzie Okręgowym w Łodzi.